# شهرستان بئینو
شهرستان بئینو (به قزاقی: Бейнеу ауданы، بەينەۋ اۋدانى) یک شهرستان در قزاقستان است که در استان مین‌قشلاق واقع شده‌است. شهرستان بئینو ۳۴٬۰۶۰ کیلومتر مربع مساحت و ۶۸٬۲۸۵ نفر جمعیت دارد.